# 长乐村 (诸葛镇)
29°15′34″N 119°16′30″E / 29.25944°N 119.27500°E
长乐村为位于中国浙江省兰溪市诸葛镇的一个金姓聚居村落，毗邻建德市和龙游县，距诸葛村约2千米，1996年两村的民居建筑群联合列为第四批全国重点文物保护单位。
长乐于宋代由叶氏建村，元末明初时金氏逐渐兴旺取代了叶氏。现村中最古老的建筑是建于元末的望云楼，另有大量保存较好的明清建筑，代表建筑有金大宗祠和象贤厅。